# شورای نمایندگان مؤسسه
شورای نمایندگان مطابق ماده قانون کار سال 1362 افغانستان عبارت از هیت  5 نفری اند که  تمام وظایف و مسولیت یک موسسه را مشترکاً بپیش میبردند.در صلاحیتهای مالی عمده علاوه از رئیس موسسه امضا شورای نمایندگان حتمی بود.در ترکیب شورای نمایندگان چنین کسان جای داشت.

## مسئول سازمان جوانان
شورای نمایندگان درجنب همکاری با دولت از خود وظیفه مشخص در اداره مربوط داشتن که خیلی طاقت فرسا بود. 
- منبع
- قانون کار افغانستان چاپ سال ا362 ه ش  بخش شورای نمایندگان موسسات و ادارات.